# Niko Kranjčar
Niko Kranjčar, né le 13 août 1984 à Zagreb (Yougoslavie, aujourd'hui Croatie), est un footballeur international croate qui évolue au poste de milieu de terrain entre 2001 et 2018. 
Il est le fils de Zlatko Kranjčar, ancien footballeur reconverti entraîneur.

## Biographie
Niko Kranjcar débute Dinamo Zagreb (2001-2005) et à Hajduk Split (2005-2006).
Le 31 août 2006, il signe un contrat de quatre ans avec Portsmouth. Le montant du transfert est alors de 4,5 millions d'euros. 
À l'été 2009, il passe de Portsmouth au club londonien de Tottenham pour un transfert estimé à 4 millions, lors du dernier jour du mercato anglais (1er septembre 2009). L'arrivée du Néerlandais Rafael van der Vaart, au début de la saison 2010-2011, fait perdre à Kranjčar sa place de titulaire. Le Croate ne s'impose vraiment jamais à Tottenham.
Dès juin 2012, Niko Kranjcar rejoint le Dynamo Kiev à 27 ans. Il signe un contrat de quatre ans avec le club ukrainien et rejoint le club après l'Euro 2012.
Le 2 septembre 2013, il rejoint les Queens Park Rangers en prêt pour la saison 2013-14. Le 1er septembre 2014, date de la fin du mercato, il est prêté pour une seconde saison consécutive à QPR.
Sans club depuis l'été 2015, Niko Kranjcar poursuit sa carrière aux États-Unis et signe avec le New York Cosmos.
Après un court passage en NASL avec les Cosmos de New York, il s'engage le 23 juin 2016 chez les Glasgow Rangers, tout juste de retour dans l'élite du football écossais.

### En équipe nationale
Il honore sa première sélection avec l'équipe de Croatie le 18 août 2004 à l'occasion d'un match amical contre l'équipe d'Israël. 
Kranjčar participe à la coupe du monde 2006 sous les ordres de son père Zlatko Kranjčar (3 matchs, 0 but).
Il a également participé à l'Euro 2008 (4 matchs, 0 but).
Longtemps incertain, Niko est retenu par Slaven Bilic pour l'Euro 2012 (2 matchs, 0 but).

## Palmarès
- Dinamo Zagreb
  - Champion de Croatie en 2003
  - Vainqueur de la Coupe de Croatie en 2002 et 2004
  - Vainqueur de la Supercoupe de Croatie en 2003.

- Hajduk Split
  - Champion de Croatie en 2005
  - Vainqueur de la Supercoupe de Croatie en 2005.

- Portsmouth FC
  - Vainqueur de la Coupe d'Angleterre en 2008.